# Giacometti (Blue Man Group)
Giacometti è un singolo del gruppo musicale statunitense Blue Man Group, pubblicato il 24 febbraio 2016 come primo estratto dall'album Three.

## Tracce
1. Giacometti – 4:21